# Język iha
Język iha, także: kapaur, matta (a. ma’tta) – język papuaski używany w indonezyjskiej prowincji Papua Zachodnia, przez grupę etniczną Iha. Według danych z 1987 roku posługuje się nim 5500 osób. W 2008 r. odnotowano, że obszar jego użycia obejmuje 48 miejscowości (kabupaten Fakfak).
Publikacja Peta Bahasa podaje, że jego użytkownicy zamieszkują miejscowość Kampung Baru (dystrykt Kokas, kabupaten Fakfak) oraz okoliczne tereny. Jego bliskim krewnym jest język baham, używany w podobnej lokalizacji geograficznej. W użyciu są także języki sekar i onin. 
Wykazuje wpływy słownikowe języków austronezyjskich, takich jak sekar, onin i malajski. Jest używany także w odmianie handlowej, w której nie występuje złożony system czasów, należący do specyfiki tego języka. Wariant ten cechuje się także uproszczoną fleksją i zredukowanym zasobem zaimków. Odmianą bliższą pierwotnej posługują się użytkownicy blisko spokrewnionych języków papuaskich – baham i karas. Ethnologue (wyd. 22) odnotowuje istnienie pidżynu na bazie iha, ale T. Usher i A. Schapper (2018) nie zdołali potwierdzić tego faktu.
Został opisany w postaci opracowania gramatycznego (Struktur bahasa Iha, 1992) .